# 해서여진
해서여진(海西女眞)은 여진족의 세 분파 중의 하나로 16세기 중기에 울라(烏拉), 호이파(輝發), 하다(哈達), 여허(葉赫) 네 개의 초기 국가를 형성한다. 그들이 훌룬 구룬(Hūlun gurun, 呼倫國)이라 불린 이유는 그들의 최초 거주지가 훌룬강 유역이고, 그곳에 세운 초기국가명이 훌룬 구룬(만주어: ᡥᡡᠯᡠᠨ
ᡤᡠᡵᡠᠨ Hūlun Gurun)이기 때문이다.

## 개요
해서여진은 명나라 측에서 후룬강과 그 인근의 쑹화강(송화강) 하류에 거주하는 여진족을 통칭이다. 부여시부터 아무르강(흑룡강)으로 유입되기까지의 동류 쑹화강 구간을 해서강(海西河)이라 칭했고, 훌룬강 유역의 여진족 사람들이 동류 쑹화강의 시작점인 만곡부 일대에 거주하면서 이 지역도 해서(海西)라 하였는데, 여기서 유래한 것으로 보이며, 이후 다시 서쪽과 남쪽으로 이주하여 16세기 중기에 여러 세력을 형성했음에도 명은 이들을 계속 호륜(扈倫) 및 해서여진이라고 칭하였다. 이들은 16세기 중기에 이르러서 울라(烏拉, 만주어: ᡠᠯᠠ Ula), 호이파(輝發, 만주어: ᡥᠣᡳᡶᠠ Hoifa), 하다(哈達, 만주어: ᡥᠠᡩᠠ Hada), 여허(葉赫, 만주어: ᠶᡝᡥᡝ Yehe) 네 개의 초기국가를 형성했고, 여진족은 이들 4부를 지칭할 때, 울라의 전신이자 본명인 훌룬 구룬(만주어: ᡥᡡᠯᡠᠨ
ᡤᡠᡵᡠᠨᡳ Hūlun Gurun)이라고 불렀다.
조선은 이들을 해서여진외에 홀온(忽溫)·화라온(火剌溫)·홀라온(忽剌溫)이라고 불렀다.
해서여진의 역사에 주목하는 연구자 중 일부는 해서여진인 후손들이 점하고 있다. 해서여진 울라의 역사를 정리하는 데 힘쓰고 있는 조동승(趙東升)은 버일러(貝勒, Beile)인 부잔타이(布占泰, 만주어: ᠪᡠᠵᠠᠨᡨᠠᡳ Bujantai)의 후손이고, 여허나라씨의 족보를 정리하여 2001년에 『葉赫那拉宗族譜』를 자비 출판한 나세원(那世垣)은 여허의 시조인 싱건 다르한의 19세손임을 주장한다.

## 훌룬 구룬과 그 근거지
- 울라 (烏拉 > 1613년)-지린시 룽탄 구
- 호이파 (輝發 > 1607년)-퉁화시 후이난 현
- 여허 (葉赫 > 1619년)-쓰핑시 리수 현
- 하다 (哈達 > 1599년)-톄링 시 시펑 현

## 같이 보기
- 만주족의 성씨